# Trevor Anderson
Trevor Anderson (sinh ngày 3 tháng 3 năm 1951) là một cựu cầu thủ và huấn luyện viên bóng đá chuyên nghiệp người Bắc Ireland. Ông từng thi đấu ở vị trí tiền đạo.

## Danh hiệu

### Câu lạc bộ
Linfield
- Giải VĐQG Ireland (6): 1979–80, 1981–82, 1982–83, 1983–84, 1984–85, 1985–86
- Irish Cup (2): 1980–81, 1981–82
- Gold Cup (4): 1979–80, 1981–82, 1983–84, 1984–85
- Ulster Cup (2): 1979–80, 1984–85
- County Antrim Shield (4): 1980–81, 1981–82, 1982–83, 1983–84
- Tyler All-Ireland Cup (1): 1980–81

### Cá nhân
- Cầu thủ xuất sắc nhất năm được bình chọn bởi các nhà báo bóng đá Bắc Ireland: 1986